# Великий глобус Уилда
Великий глобус Уайлда (англ. Wyld's Great Globe), также известен как «Монстро-глобус» (Wyld's Monster Globe), — лондонская образовательная достопримечательность, располагавшаяся на Лестер-сквер с 1851 по 1862 год. Возведена Джеймсом Уайлдом (1812—1887), придворным картографом королевы Виктории. 
Изначально планировался показ сооружения на Всемирной выставке в лондонском Гайд-парке в 1851 году, однако глобус был размещён на Лестер-сквер. Точно не известно, почему это произошло: либо организаторы посчитали, что Уайлд таким образом собирается рекламировать свой бизнес по производству географических карт, либо глобус просто не поместился в Хрустальном дворце Гайд-парка.
Сооружение представляло собой полый шар, более 18 метров в диаметре. Внутри была смоделирована поверхность земли, имелась четырёхэтажная площадка, на которую можно было подняться по лестнице и рассматривать континенты. Посетители входили в аттракцион через дверь, расположенную в проекции Тихого океана.
В первый год сооружение было очень популярным, но уже с 1852 года интерес к объекту начинает ослабевать. В 1862 году, когда срок аренды земли на Лестер-сквер истёк, сооружение было демонтировано.

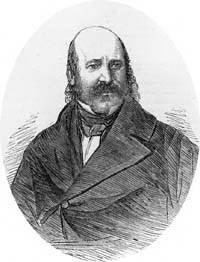
Джеймс Уайлд (1812-1887)
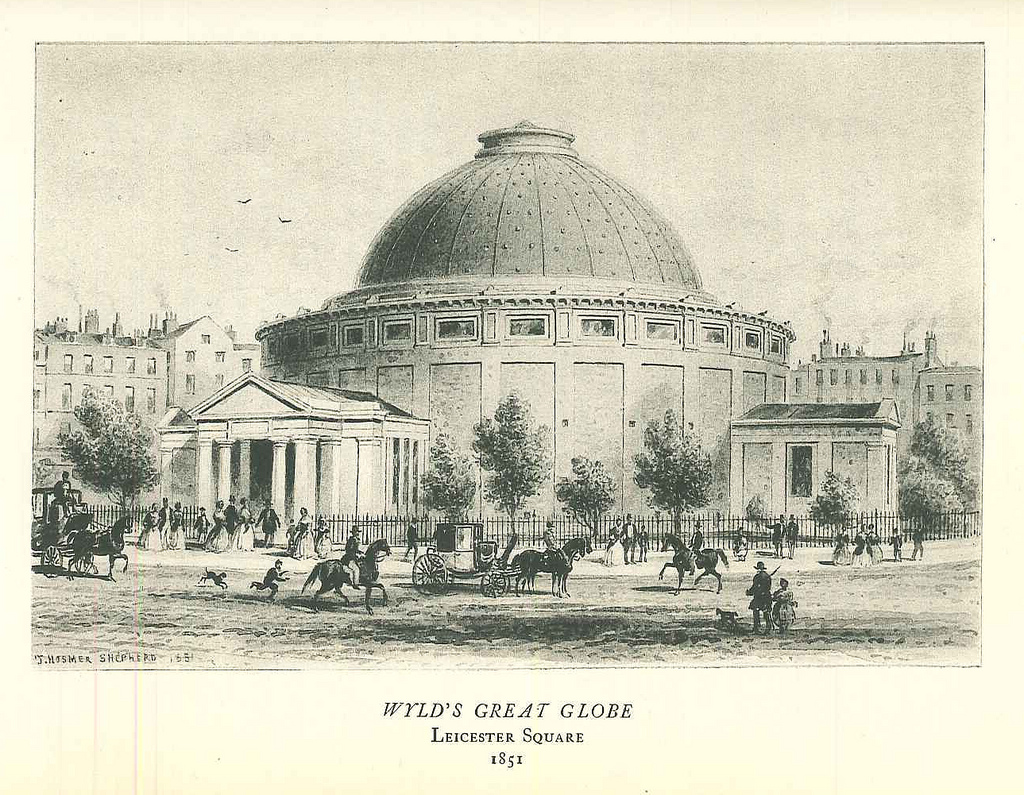
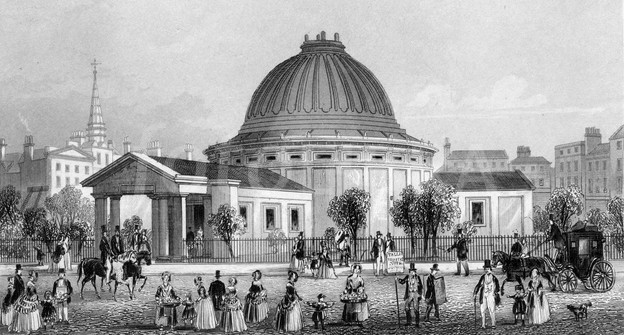